# Chương Thiện
Chương Thiện là một tỉnh của Việt Nam Cộng hòa.

## Địa lý
Tỉnh Chương Thiện có vị trí địa lý:
- Phía đông bắc giáp tỉnh Phong Dinh
- Phía đông nam giáp tỉnh Ba Xuyên
- Phía tây và tây bắc giáp tỉnh Kiên Giang
- Phía nam giáp tỉnh An Xuyên và tỉnh Bạc Liêu.

Tỉnh Chương Thiện có diện tích 2.292 km². Tỉnh lỵ tỉnh Chương Thiện có tên là Vị Thanh, do lấy theo tên xã Vị Thanh thuộc quận Đức Long vốn là nơi đặt tỉnh lỵ.

## Hành chính
Tỉnh Chương Thiện có thị xã Vị Thanh và 5 quận: Đức Long, Kiên Hưng, Kiên Long, Kiên Thiện, Long Mỹ.
| Dân số tỉnh Chương Thiện năm 1967 | Dân số tỉnh Chương Thiện năm 1967 |
| Quận                              | Dân số (người)                    |
| --------------------------------- | --------------------------------- |
| Đức Long                          | 74.024                            |
| Kiên Hưng                         | 43.070                            |
| Kiên Long                         | 32.483                            |
| Kiến Thiện                        | 31.667                            |
| Long Mỹ                           | 49.129                            |
| Tổng số                           | 230.373                           |

## Lịch sử
Đất đai tỉnh Chương Thiện bao gồm những vùng được tách ra từ các tỉnh Phong Dinh (trước năm 1956 là tỉnh Cần Thơ), Kiên Giang (trước năm 1956 là tỉnh Rạch Giá) và Ba Xuyên (trước năm 1956 là tỉnh Sóc Trăng). Tỉnh lỵ là thị xã Vị Thanh.
Ngày 24 tháng 12 năm 1961, Tổng thống Ngô Đình Diệm dưới thời Đệ Nhất Cộng hòa của chính quyền Việt Nam Cộng hòa ban hành Sắc lệnh số 244-NV về việc thành lập tỉnh Chương Thiện trên cơ sở quận Phước Long thuộc tỉnh Ba Xuyên; 2 quận: Kiên Hưng, Kiên Long thuộc tỉnh Kiên Giang và 2 quận: Đức Long, Long Mỹ thuộc tỉnh Phong Dinh.
Tỉnh Chương Thiện có 5 quận: Đức Long, Long Mỹ, Kiên Hưng, Kiên Long, Phước Long.
| Đơn vị hành chính tỉnh Chương Thiện năm 1961 | Đơn vị hành chính tỉnh Chương Thiện năm 1961 | Đơn vị hành chính tỉnh Chương Thiện năm 1961                                  | Đơn vị hành chính tỉnh Chương Thiện năm 1961 |
| Quận                                         | Tổng | Xã                                                                            | Quận lỵ                                      |
| -------------------------------------------- | --- | ----------------------------------------------------------------------------- | -------------------------------------------- |
| Đức Long                                     | Tổng An Ninh | 7 xã: Hòa An, An Lợi, Hỏa Lựu, Vị Thanh, Vị Thủy, Vĩnh Tường, Vĩnh Thuận Đông | Vị Thanh thuộc xã Vị Thanh                   |
| Long Mỹ                                      | - Tổng Bình Định có 5 xã: Long Trị, Long Phú, Phương Bình, Phương Phú - Tổng Thanh Tuyền có 4 xã: Thuận Hưng, Lương Tâm, Xà Phiên, Vĩnh Viễn       | 9 xã                                                                          | Long Mỹ thuộc xã Long Trị                    |
| Kiên Hưng                                    | Tổng Kiên Định | 6 xã: Định An, Định Hòa, Thủy Liễu, Vĩnh Hòa Hưng, Vĩnh Phước, Vĩnh Tuy       | Gò Quao thuộc xã Vĩnh Phước                  |
| Kiên Long                                    | | 6 xã: Vĩnh An, Vĩnh Bình, Vĩnh Hòa, Vĩnh Phong, Vĩnh Thuận, Vĩnh Tuy          | Vĩnh Thuận thuộc xã Vĩnh Phong               |
| Phước Long                                   | - Tổng Thanh Bình có 4 xã: Phước Long, Ninh Hòa, Ninh Quới, Vĩnh Tân - Tổng Thanh Yên có 4 xã: Phong Thạnh Tây, Ninh Thạnh Lợi, Vĩnh Lộc, Lộc Ninh | 8 xã                                                                          | Phước Long thuộc xã Phước Long               |

Ngày 9 tháng 3 năm 1961, chính quyền Mặt trận Dân tộc Giải phóng miền Nam Việt Nam ban hành Quyết định về việc thành lập thị trấn Vị Thanh trên cơ sở khu vực chợ Cái Nhum và các ấp xung quanh, bên cạnh xã Vị Thanh.
Năm 1963, chuyển quận lỵ quận Đức Long về xã Vị Thủy, gần khu vực cầu Nàng Mau.
Ngày 18 tháng 4 năm 1963, Tổng thống Ngô Đình Diệm ban hành Sắc lệnh số 38-NV về việc thành lập mới quận Kiến Thiện trên cơ sở tách một phần đất đai của quận Phước Long và quận Long Mỹ. Quận lỵ đặt tại Ngan Dừa thuộc xã Vĩnh Lộc.
| Đơn vị hành chính tỉnh Chương Thiện năm 1963 | Đơn vị hành chính tỉnh Chương Thiện năm 1963                                                                                      | Đơn vị hành chính tỉnh Chương Thiện năm 1963                                                                  | Đơn vị hành chính tỉnh Chương Thiện năm 1963 |
| Quận                                         | Tổng | Xã | Quận lỵ                                      |
| -------------------------------------------- | --- | --- | -------------------------------------------- |
| Đức Long                                     | Tổng An Ninh | 10 xã: Hòa An, An Lợi, Hòa Hưng, Hòa Thuận, Hỏa Lựu, Ngọc Hòa, Vị Thanh, Vị Thủy, Vĩnh Tường, Vĩnh Thuận Đông | Vị Thanh thuộc xã Vị Thanh                   |
| Long Mỹ                                      | - Tổng Bình Định có 4 xã: Long Trị, Long Phú, Phương Bình, Phương Phú - Tổng Thanh Tuyền có 3 xã: Long Bình, Thuận Hưng, Vĩnh Tân | 7 xã | Long Mỹ thuộc xã Long Trị                    |
| Kiên Hưng                                    | Tổng Kiên Định | 6 xã: Định An, Định Hòa, Thủy Liễu, Vĩnh Hòa Hưng, Vĩnh Phước, Vĩnh Tuy                                       | Gò Quao thuộc xã Vĩnh Phước                  |
| Kiên Long                                    | | 5 xã: Vĩnh An, Vĩnh Bình, Vĩnh Hòa, Vĩnh Phong, Vĩnh Thuận                                                    | Vĩnh Thuận thuộc xã Vĩnh Phong               |
| Phước Long                                   | - Tổng Thanh Bình có 2 xã: Phước Long, Vĩnh Phú - Tổng Thanh Yên có 2 xã: Phong Thạnh Tây, Ninh Thạnh Lợi                         | 4 xã | Phước Long thuộc xã Phước Long               |
| Kiên Thiện                                   | - Tổng Thiện Hạnh có 4 xã: Lộc Ninh, Ninh Hòa, Ninh Quới, Vĩnh Lộc - Tổng Trạch Thiện có 3 xã: Lương Tâm, Vĩnh Viễn, Xà Phiên     | 7 xã | Ngan Dừa thuộc xã Vĩnh Lộc                   |

Ngày 8 tháng 9 năm 1964, Thủ tướng chính quyền mới của Việt Nam Cộng hòa ban hành Sắc lệnh số 254-NV quy định kể từ ngày 1 tháng 10 năm 1964 về việc tái lập tỉnh Bạc Liêu. Lúc này, quận Phước Long trở lại thuộc tỉnh Bạc Liêu.
Tỉnh Chương Thiện còn lại 5 quận: Đức Long, Long Mỹ, Kiên Long, Kiên Hưng, Kiên Thiện.
Năm 1965, giải thể tất cả các tổng, các xã trực thuộc các quận.
Năm 1966, địa bàn xã Vị Thanh có 9 ấp trực thuộc: Vị Thiện, Vị Thành, Vị Long, Vị Đức, Vị Hưng, Vị An, Vị Nghĩa, Vị Tín, Vị Hòa. Đô thị tỉnh lỵ Vị Thanh phát triển nhanh chóng.
Tháng 6 năm 1966, chính quyền Mặt trận Dân tộc Giải phóng miền Nam Việt Nam ban hành Quyết định về việc thành lập thị xã Vị Thanh trên cơ sở tách thị trấn Vị Thanh và một số ấp của xã Vị Thanh thuộc huyện Long Mỹ.
Thị xã Vị Thanh có 11 ấp, bao gồm 3 ấp nội ô và 8 ấp vùng ven. Chính quyền Cách mạng chia địa bàn thị xã Vị Thanh thành 4 khu vực, bao gồm 3 khu vực ven và 1 khu vực nội ô:
- Khu vực 1 (vùng 1) có 2 ấp: Vị Hưng, Vị Nghĩa (tương đương một phần phường 4 và một phần xã Vị Đông thuộc huyện Vị Thủy hiện nay).
- Khu vực 2 (vùng 2) có 3 ấp: Nàng Chăn, Vị An A, Vị An B (tương đương xã Vị Tân hiện nay).
- Khu vực 3 (vùng 3) có 3 ấp: Vị Long, Vị Hòa, Vị Đức (tương đương phường 3 và phường 5 hiện nay).
- Khu vực nội ô có 3 ấp: Vị Thành, Vị Thiện, Vị Tín (tương đương phường 1 và một phần phường 4 hiện nay).

| Đơn vị hành chính tỉnh Chương Thiện năm 1970 | Đơn vị hành chính tỉnh Chương Thiện năm 1970                                                                  |
| Quận                                         | Xã |
| -------------------------------------------- | --- |
| Đức Long                                     | 10 xã: Hòa An, An Lợi, Hòa Hưng, Hòa Thuận, Hỏa Lựu, Ngọc Hòa, Vị Thanh, Vị Thủy, Vĩnh Tường, Vĩnh Thuận Đông |
| Long Mỹ                                      | 6 xã: Long Bình, Long Phú, Long Trị, Phương Bình, Phương Phú, Thuận Hưng                                      |
| Kiên Hưng                                    | 6 xã: Định An, Định Hòa, Thủy Liễu, Vĩnh Hòa Hưng, Vĩnh Phước, Vĩnh Tuy                                       |
| Kiên Long                                    | 5 xã: Vĩnh An, Vĩnh Bình, Vĩnh Hòa, Vĩnh Phong, Vĩnh Thuận                                                    |
| Kiên Thiện                                   | 7 xã: Lộc Ninh, Lương Tâm, Ninh Hòa, Ninh Quới, Vĩnh Lộc, Vĩnh Viễn, Xà Phiên                                 |

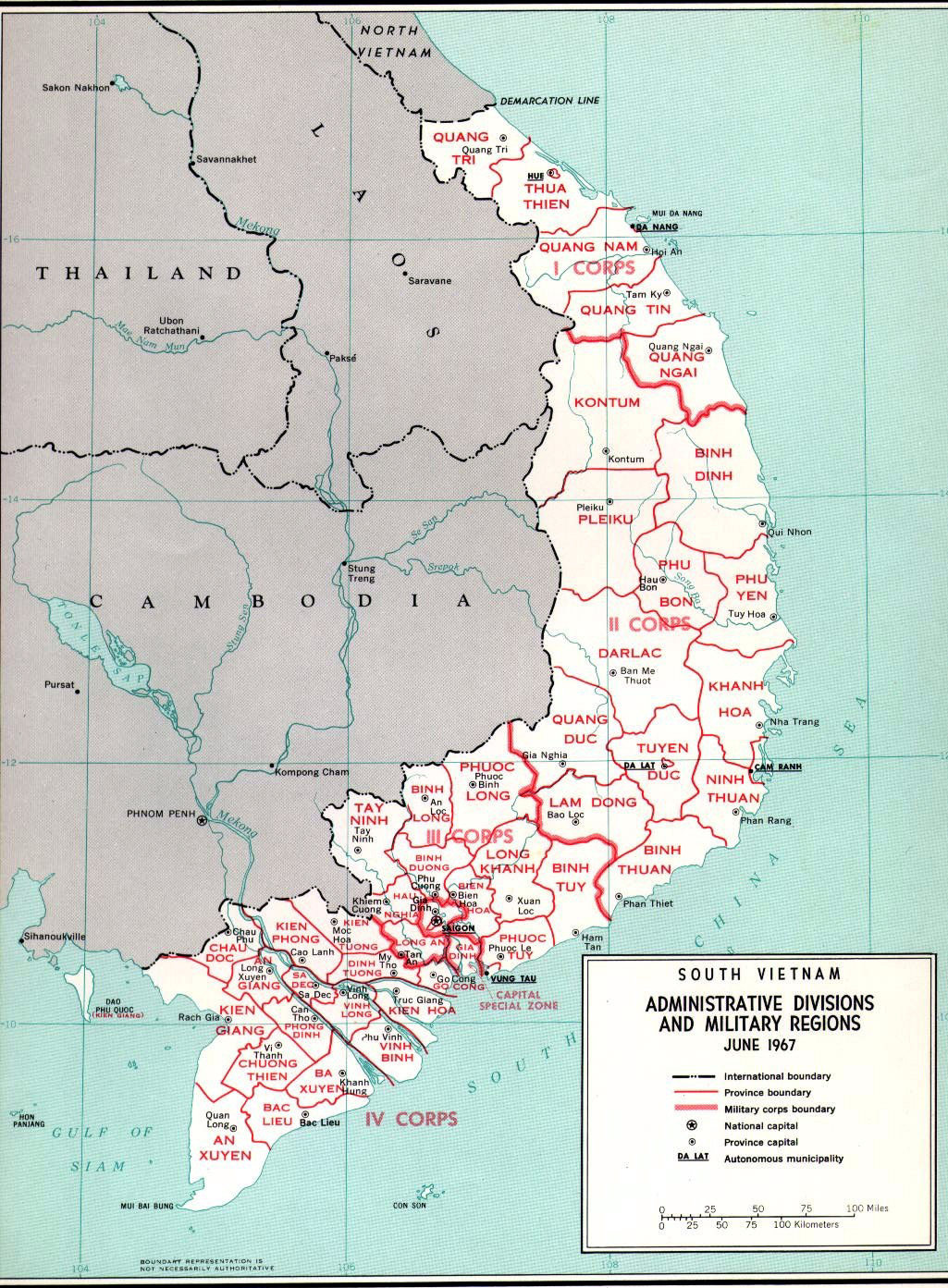
Bản đồ hành chính VNCH năm 1967

Tính đến năm 1971 là dân số của tỉnh là 285.517 người1 và dân số của thị xã Vị Thanh năm 1971 là 24.477 người.
Giữa năm 1974, dự định dời quận lỵ quận Đức Long về lại xã Vị Thanh một lần nữa, tuy nhiên không được chính quyền Trung ương Việt Nam Cộng hòa ở Sài Gòn chấp nhận.
Tuy nhiên, chính quyền Mặt trận Dân tộc Giải phóng Miền Nam Việt Nam và sau này là Chính phủ Cách mạng lâm thời Cộng hòa Miền Nam Việt Nam cùng với Việt Nam Dân chủ Cộng hòa không công nhận tên gọi Chương Thiện cùng với sự sắp xếp, phân chia hành chính như trên. Khu vực tỉnh Chương Thiện vẫn thuộc hai tỉnh Cần Thơ và Rạch Giá chỉ đạo như cũ. Huyện Long Mỹ, thị xã Vị Thanh thuộc tỉnh Cần Thơ; các huyện Gò Quao, Giồng Riềng, Vĩnh Thuận thuộc tỉnh Rạch Giá. Riêng huyện Hồng Dân (tức huyện Phước Long cũ) vẫn thuộc tỉnh Sóc Trăng cho đến tháng 11 năm 1973 thì chuyển sang thuộc tỉnh Bạc Liêu.
Sau ngày 30 tháng 4 năm 1975, chính quyền quân quản Cộng hòa miền Nam Việt Nam của tỉnh Cần Thơ lúc bấy giờ vẫn đặt thị xã Vị Thanh trực thuộc tỉnh Cần Thơ như trước. Lúc bấy giờ, do tỉnh Cần Thơ và thành phố Cần Thơ là hai đơn vị hành chính cấp tỉnh ngang bằng nhau và cùng thuộc khu 9, cho nên các cơ quan, lực lượng cách mạng, Ủy ban quân quản tỉnh Cần Thơ đều đặt tại thị xã Vị Thanh.
Ngày 20 tháng 9 năm 1975, Bộ Chính trị ban hành Nghị quyết số 245-NQ/TW về việc hợp nhất các tỉnh Cần Thơ, Sóc Trăng, Vĩnh Long, Trà Vinh thành một tỉnh, tên gọi tỉnh mới cùng với nơi đặt tỉnh lỵ sẽ do địa phương đề nghị lên.
Ngày 20 tháng 12 năm 1975, Bộ Chính trị ban hành Nghị quyết số 19/NQ về việc hợp nhất tỉnh Cần Thơ (gồm cả huyện Thốt Nốt của tỉnh Long Xuyên) và tỉnh Sóc Trăng.
Ngày 24 tháng 2 năm 1976, Chính phủ Cách mạng lâm thời Cộng hòa miền Nam Việt Nam ban hành Nghị định số 3/NQ/1976 về việc:
- Hợp nhất tỉnh Cần Thơ, tỉnh Sóc Trăng và thành phố Cần Thơ thành một tỉnh, lấy tên là tỉnh Hậu Giang.
- Hợp nhất ba vị hành chính cấp tỉnh ngang bằng nhau là tỉnh Phong Dinh, tỉnh Ba Xuyên, thành phố Cần Thơ và một phần của tỉnh Chương Thiện thành một tỉnh mới, lấy tên là tỉnh Hậu Giang.
- Sáp nhập một phần của tỉnh Chương Thiện vào tỉnh Kiên Giang.

Ngày 26 tháng 12 năm 1991, Quốc hội ban hành Nghị quyết về việc chia tỉnh Hậu Giang thành tỉnh Cần Thơ và tỉnh Sóc Trăng.
Ngày 26 tháng 11 năm 2003, Quốc hội ban hành Nghị quyết 22/2003/QH11 về việc chia tỉnh Cần Thơ thành thành phố Cần Thơ trực thuộc trung ương và tỉnh Hậu Giang mới.
Địa bàn tỉnh Chương Thiện cũ hiện nay tương ứng với thành phố Vị Thanh, huyện Long Mỹ, huyện Vị Thủy, thị trấn Kinh Cùng và các xã Hòa An, Phương Bình, Phương Phú của huyện Phụng Hiệp cùng thuộc tỉnh Hậu Giang; huyện Hồng Dân của tỉnh Bạc Liêu; toàn bộ diện tích các huyện Vĩnh Thuận, Gò Quao và một phần diện tích của huyện Giồng Riềng, U Minh Thượng cùng thuộc tỉnh Kiên Giang ngày nay.